# Atabapo
Az Atabapo folyó egy szakaszán Venezuela és Kolumbia határán halad, ez a nemzetközi határ a két ország között. Az Orinoco medencéjének része, annak mellékfolyója. A Guyana-felföldön, a Temi és az Atacavi folyók találkozásánál ered, és San Fernando de Atabapónál folyik össze a Guaviare folyóval, ami innen alig 4 kilométerre ömlik az Orinoco folyóba. Hossza jelenleg 125 km, de a különböző korból származó források elérő adatokat tartalmaznak: 225 km (1897), 185 km (2016), 131 km. Szélessége átlagosan 200-300 méter, de a torkolatnál eléri az 1 km-t, mélysége 15 m-t.
Vízgyűjtő területén változatos ökoszisztémák találhatók, például időszakos szavannák, alacsonyan fekvő esőerdők és galériaerdők. A térség fő fenyegetései a természeti erőforrások kiaknázása és az aranybányászat.
Vize a lebomló szerves anyagokból származó magas tannin tartalom miatt sötét színű, kémhatása savas, ezért rendkívül gyér, szinte nincs víz alatti flóra.